# Arlindo Joaquim de Lemos Júnior
Arlindo Joaquim de Lemos Júnior (Campinas, 1893 — Campinas, 1971) foi um médico e político brasileiro.

## Biografia
Formou-se em Medicina, em 1916, pela Faculdade de Medicina do Rio de Janeiro, atuando como clínico geral, cirurgião geral, ginecologista e obstetra.
Foi vereador por Campinas, município do interior do Estado de São Paulo, ocupando o posto de presidente da Câmara Municipal na legislatura de 1948 a 1951. Assumiu a prefeitura de Campinas no período de maio a dezembro de 1951, finalizando o mandato de Miguel Vicente Cury, que renunciou para candidatar-se a vereador por Campinas.
Em meio à curta administração de Lemos Júnior, em 16 de setembro de 1951, ocorreu o trágico desabamento do Cine Rink, localizado no centro de Campinas. A sala encontrava-se lotada, estando em exibição o filme "Amar foi a minha ruína". O incidente deixou 40 mortos e mais de 400 feridos.
Foi fundador e presidente da Sociedade de Medicina e Cirurgia de Campinas (1928-1929), fundador do Sindicato dos Médicos de Campinas e Região (1929) e 1º vice-presidente da Associação Brasileira dos Municípios.
Foi proprietário da Chácara Proença, a partir da qual se originou o bairro Jardim Proença, de Campinas. Doou parte do terreno onde hoje se encontra o estádio Brinco de Ouro da Princesa, do Guarani Futebol Clube. Doou também o local onde se encontra a sede da Associação e Oficinas de Caridade Santa Rita de Cássia, no centro de Campinas.
Teve participação destacada na mobilização pela criação do município de Panorama, SP.

## Vida pessoal
Filho de dona Antônia Proença de Lemos (1866-1941) e do Sr. Arlindo Joaquim de Lemos. Era neto materno de: Anna Genoveva de Abreu Soares Proença e de Antônio Manoel Jacintho Proença e neto paterno de: Tito Joaquim de Lemos e de Constantina Pereira de Lemos.
Casou-se em primeiras núpcias com Alayde Nascimento de Lemos(1903-1956), filha do Sr. Agenor Augusto do Nascimento e da Sra. Alice Elisa do Nascimento em segundas núpcias com Lindalva Bastos de Lemos, sem descendência. De seu primeiro matrimônio nasceram: 1- Arlindo Nascimento de Lemos, casado com Ceres Cercal da Silva Lemos; 2- Ademar Nascimento de Lemos, casado com Maria Wilma Camargo Valente de Lemos (1931-2001); 3- Oswaldo, casado com Maria Aparecida Pires de Lemos e 3- Roberto Nascimento de Lemos.